# Boku to kanojo no XXX (serie televisiva)
Boku to kanojo no XXX (lett. "il mio e il tuo XXX-segreto") è una miniserie televisiva del 2005 tratta da un manga di Ai Morinaga (la stessa autrice che ha creato la storia di Yamada Tarō monogatari); le 7 puntate durano 15 minuti l'una.

## Trama
Akira è innamorata di Nanako, una ragazza decisamente mascolina e dal carattere aggressivo: nessuno vuole avere a che fare con lei ed anzi tutti la tengono a distanza proprio a causa di questo suo "difficile" temperamento. Lui è invece un tipo assolutamente femmineo in qualsiasi cosa faccia. Ebbene, dopo un po' di tempo Akira, incoraggiato da un amico e compagno di classe, sembra essersi deciso a dichiararsi, ma proprio allora Nanako smette di frequentare la scuola.
Va allora a trovarla a casa sua e scopre che il nonno della ragazza è una specie di scienziato folle che copie esperimenti fantascientifici: ha appena inventato una macchina che può scambiare i caratteri e le personalità, dal genere maschile a quello femminile e viceversa. Riesce a trasferire le coscienze dei due giovani l'uno nel corpo dell'altra... con conseguenze imprevedibili per i diretti interessati.

## Cast
- Mai Takahashi - Nanako Momoi, studentessa liceale dall'aspetto gradevole ed innocente, il suo carattere è però freddo, manesco ed astuto
- Shun Shioya - Akira Uehara, dal carattere dolce e rassicurante, ingenuo e di buon cuore, affabile ed aperto col prossimo.
- Aike Suzuki - Makoto Shiina, amica di Nanako nonché unica ragazza in grado di sopportarla; timida, minuta e coi capelli corti.
- Daigo Fujisawa - Senbongi Shinnosuke, miglior amico di Akira
- Anan Kenji - nonno di Nanako
- Osamu Adachi
- Hirota Masahiro - Kappei Shiina, fratello maggiore di Makoto, lavora come insegnante di educazione fisica e sanitaria, molto geloso e possessivo nei confronti della sorella, burbero e spaccone. Finirà con l'innamorarsi di Nanako quando il suo corpo ha la coscienza di Akira.
- Sato Masahiro